# アルディピテクス属
アルディピテクス属（学名：Ardipithecus）は、約580万- 約440万年前（新生代中新世末期［メッシニアン中期］ - 鮮新世初期［ザンクリアン初期］）のエチオピアに生息していた原始的な人類（猿人）の一種。
長らく最古の人類とされてきたアウストラロピテクス属より、いっそう古い時代の化石人類である。
哺乳綱- 霊長目- ヒト科- ヒト亜科に分類される、ヒト族- ヒト亜族（en）中の1属であり、アルディピテクス・ラミドゥスとアルディピテクス・カダッバの2種からなる。
エチオピアのアファール盆地にある約440万年前の地層から1992年に発見された猿人（ラミドゥス猿人）の化石を機に、1995年5月に新しい属として記載された。

## 語義
属名（ラテン語） Ardipithecus は、アファール語の「ardi (=ground、floor、大地、地面)」と古代ギリシア語「πίθηκος (pithekos  =ape、〈高等〉無尾猿、類人猿)」のラテン語形による合成語で、「地上の無尾猿」との原義を持つ。
種小名 ramidus は、アファール語の「ramid (=root、根)」をラテン語化したもので、原義は「根のもの」である。
この名からは、人類進化の系統樹上の「根の部分にあたる者」との命名意図が読み取れる。
もう一つの種小名 kadabba は、アファール語で「basal family ancestor、一族中の祖先」を意味している。
まさにその名が示すとおり、彼らは模式種である前者より古い。

## 種分類

### アルディピテクス・ラミドゥス
ラミドゥス猿人ともいう。約440万年前（鮮新世初期［ザンクリアン中期］）のエチオピアに生息していた。
1992年12月、東京大学の諏訪元が、エチオピアのアファール盆地の一角、アワッシュ川中流域に属する約440万年前の地層から、ラミドゥス猿人の上顎部臼歯の化石を発見した。
東京大学、カリフォルニア大学およびエチオピアのリフトバレー研究所からなる国際チームは、翌年末までに歯列、顎骨片、腕の骨、後頭部などの化石17点を発見した。この化石は、それまで知られていた猿人よりも明らかに原始的な構造を示しており、学術雑誌『ネイチャー』誌上にて1994年、Australopithecus ramidus （アウストラロピテクス・ラミドゥス）として発表された。翌年には新しい属名 Ardipithecus が設けられ、本種は二名法によって Ardipithecus ramidus （アルディピテクス・ラミドゥス）と改名されている。
公表されたのと同じ1994年には全身骨格が残る標本、通称「アルディ」が発見され、ラミドゥスに関するさまざまな事実が明らかになった。
日本語による呼称としては、学名（ラテン語）の仮名転写（上記のもの）のほかに、二名法の後半に、分かりやすくするため「猿人」を足して表現した「ラミドゥス猿人」がある。なお、学名部分の語尾"us"のみ、部分的に英語発音に由来させ「アス」 と読み、「アルディピテクス・ラミダス」「ラミダス猿人」と称する場合もある。
以降の猿人とは異なる形質としては、足の指が手の指の様に物を掴める構造になっているのが主たる特徴である。一方で手の構造はチンパンジーやゴリラの様に歩行時に地面に指の背を付けて使用していた形跡が認められず、直立二足歩行を行うことができていた。歯の構造から見て、硬いサバンナ系の植物などを口にするようには適応しておらず犬歯は小さく退化している。生息環境はジャングルとサバンナのような地形が入り混じっていたと推測されている。

### アルディピテクス・カダッバ
カダバ猿人ともいう。約580万- 約520万年前（中新世末期［メッシニアン中期］- 鮮新世初期［ザンクリアン初期］）のエチオピアに生息。
1997年12月16日、エチオピアのアワッシュ川中流域で、当時大学院生だったエチオピア人のヨハネス・ハイレ＝セラシエが発見した。当初はラミドゥス猿人の1亜種と考えられ、2001年7月に『ネイチャー』で公表されたときには、Ardipithecus ramidus kadabba （アルディピテクス・ラミドゥス・カダッバ）の名が付けられていたが、犬歯の形状に明確な差異が認められ、ラミドゥス猿人以前を生きていた同属異種として Ardipithecus kadabba （アルディピテクス・カダッバ）の名が与えられた。
日本語による呼称としては、学名の仮名転写である「アルディピテクス・カダッバ」「アルディピテクス・カダバ」のほかに「カダッバ猿人」「カダバ猿人」がある。

## その他
2009年、米クリーブランド自然史博物館などのチームは、エチオピアの約340万年前の地層から化石（右足の骨8個）を発見し、分析。2012年、形の特徴がラミドゥス猿人に近い、新種の初期人類である可能性が高いと発表した。